# Karl Gustav Vollmoeller

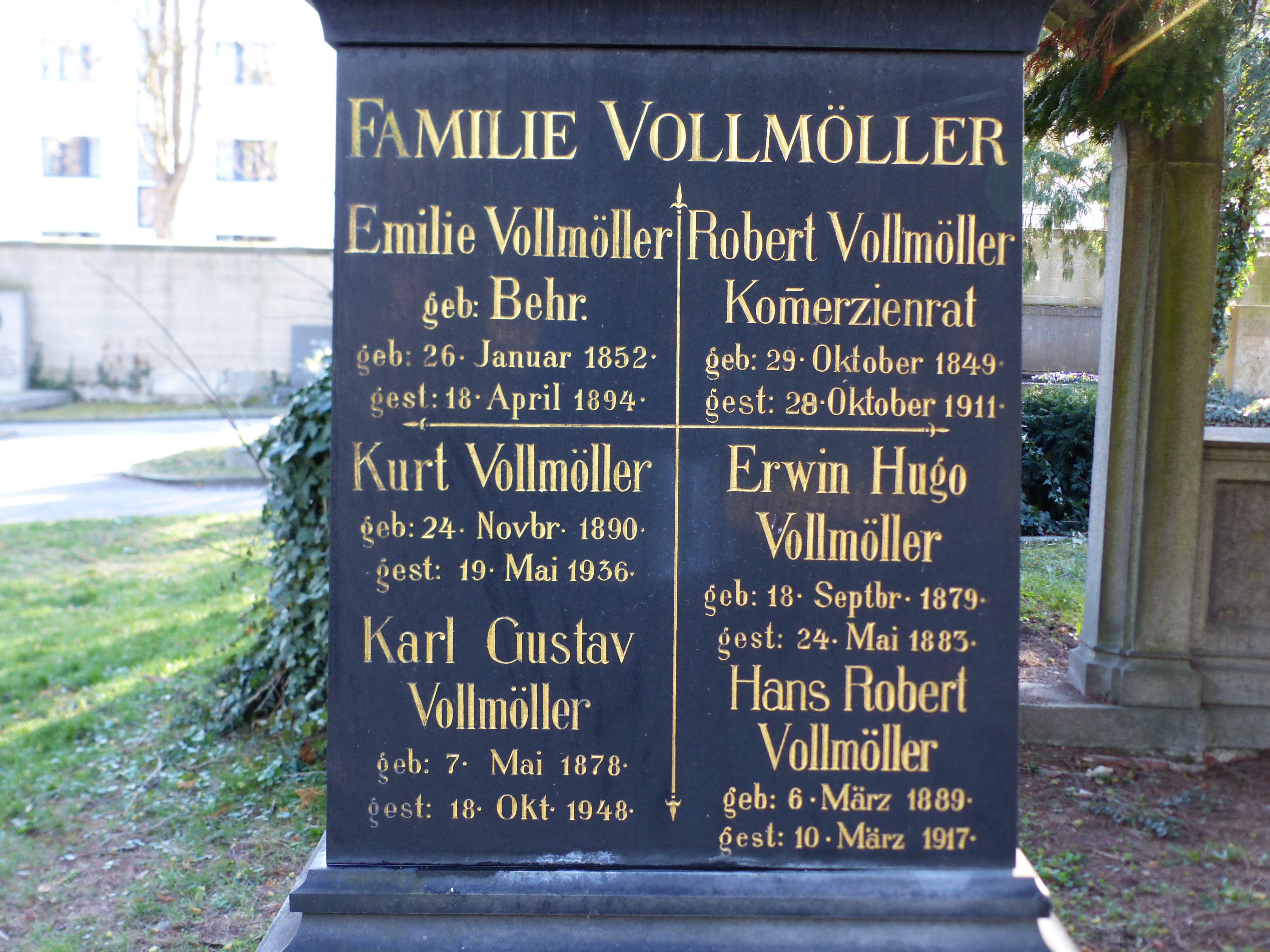
Familjegraven på Pregfriedhof i Stuttgart.

Karl Gustav Vollmoeller, född Karl Gustav Vollmöller den 7 maj 1878 i Stuttgart, död den 18 oktober 1948 i Los Angeles, var en tysk författare.
Vollmoeller, som var filosofie doktor, anslöt sig till de av Stefan George och Hugo von Hofmannsthal givna förebilderna i lyrik och dramatik. Av hans verk kan nämnas de melodiska, men föga originella diktsamlingarna Parcival, Die frühen Gärten (1903) och Das Buch der Landschaften (1904), det lyriska kärleks- och skräckdramat Catharina, Gräfin von Armagnac, und ihre beiden Liebhaber (1903), sorgespelet Assiis, Fitne und Sumurud (1904), enaktaren Giulia (1905), lustspelet Der deutsche Graf (1906), alla tre starkt erinrande om Hofmannsthal, sagospelet Wieland (1910), ett försök att komma ifrån förebilderna, i vilket han flyttade Völundssagan till London i hans egen tid, Das Mirakel (1912, uppförd i Stockholm 1917 av Reinhardt), efter medeltida förebild, och "en gammaldags komedi", Onkelchen hat geträumt (1918), efter en novell av Dostojevskij. Under många år levde han huvudsakligen i Italien, från 1919 i Venedig, där han hyrde ett palats. Efter att hans egendom konfiskerats flyttade han 1939 till USA.
Han var sedan 1911 aktiv som filmmanusförfattare. Allra mest känd är han för att tillsammans med Carl Zuckmayer skrivit manus till Blå ängeln (1931) åt Josef von Sternberg som ledde till Marlene Dietrichs internationella genombrott som filmstjärna.